# フィニング
フィニング (ドイツ語: Finning) はドイツ連邦共和国バイエルン州オーバーバイエルン行政管区のランツベルク・アム・レヒ郡に属す町村（以下、本項では便宜上「町」と記述する）で、ヴィンダッハ行政共同体を形成する自治体の一つである。

## 地理
フィニングはミュンヘン地方、ヴィンダッハ人造湖の北に位置し、アンマー湖からは4kmの距離にある。

### 自治体の構成
この町は、公式には7つの地区 (Ort) からなる。このうち小集落や孤立農場などを除く集落を以下に列記する。
- エントラヒング
- オーバーフィニング
- ウンターフィニング

## 歴史
フィニングはバイエルン選帝侯領のミュンヘン会計局およびランツベルク地方裁判所に属した。

### 人口推移
- 1970年 1,060人
- 1987年 1,191人
- 2000年 1,681人

## 行政
町長はジークフリート・ヴァイセンバッハである。町議会は12議席からなる。

### 紋章
図柄: 黒地に銀の斜め帯。その中に斜めに配された青い剣。

## 経済と社会資本

### 交通
最寄りの駅はアンマーゼー鉄道（アウクスブルク - メーリング - ヴァイルハイム）のウッティング駅で、フィニングから東に約6kmに位置する。

### 教育
- 国民学校 1校

### スポーツ
TSVフィニングがこの町のスポーツクラブである。この町では特に少年・少女サッカーが奨励されている。
この他フィニングには、バドミントン、テニス、卓球、Stockschießen (de)、体操、スキー、演劇のサークルがある。アイスホッケーについてはEHCフィニングe.V.がある。ウィンタースポーツも盛んである。

## 出身人物
- アンディ・ベクトルシャイム

## 引用
1. ↑  https://www.statistikdaten.bayern.de/genesis/online?operation=result&code=12411-003r&leerzeilen=false&language=de Genesis-Online-Datenbank des Bayerischen Landesamtes für Statistik Tabelle 12411-003r Fortschreibung des Bevölkerungsstandes: Gemeinden, Stichtag (Einwohnerzahlen auf Grundlage des Zensus 2011)
2. ↑  Bayerische Landesbibliothek Online